# Приятели (сезон 9)
Деветият сезон на щатския ситком „Приятели“, създаден от Дейвид Крейн и Марта Кауфман, премиерата се състои по NBC на 26 септември 2002 г. „Приятели“ е продуциран от Bright/Kauffman/Crane Productions съвместно с Warner Bros. Television. Сезонът съдържа 24 епизода и завършва излъчването на 15 май 2003 г.

## Отзиви
Collider го избира за най-лошия сезон на „Приятели“, тъй като те пишат, че той е неравномерен и че творчески започва да изчерпва парата си, „когато има подзаговор, в който Джоуи не може да си спомни дали вече е спал с жената, с която излиза“. Те избират The One with Rachel's Other Sister като най-добрия си епизод.

## Актьорски състав

### Главен състав
| Изпълнител       | Роля           |
| ---------------- | -------------- |
| Дженифър Анистън | Рейчъл Грийн   |
| Кортни Кокс      | Моника Гелър   |
| Лиса Кудроу      | Фийби Бюфе     |
| Мат Лебланк      | Джоуи Трибиани |
| Матю Пери        | Чандлър Бинг   |
| Дейвид Шуимър    | Рос Гелър      |

### Поддържащ състав
| Изпълнител           | Роля         |
| -------------------- | ------------ |
| Пол Ръд              | Майк Ханиган |
| Ханк Азария          | Дейвид       |
| Айша Тайлър          | Чарли Уелър  |
| Дърмът Мълроуни      | Гавин Мичъл  |
| Фил Луис             | Стийв        |
| Мелиса Джордж        | Моли         |
| Джеймс Майкъл Тейлър | Гънтър       |

### Гост звезди
| Изпълнител          | Роля                   |
| ------------------- | ---------------------- |
| Маги Уелър          | Джанис Литман-Горалник |
| Елиът Гулд          | Джак Гелър             |
| Кристина Пикълс     | Джуди Гелър            |
| Кристина Апългейт   | Ейми Грийн             |
| Фреди Принц Джуниър | Санди                  |
| Селма Блеър         | Уенди                  |
| Джон Стеймъс        | Зак                    |
| Джеф Голдблум       | Ленърд Хейс            |
| Клео Кинг           | Сестра Кити            |
| Джанет Хюбърт       | Госпожа Маккена        |
| Кайл Гас            | Лауъл Крадеца          |

## Епизоди
| Номер      | Заглавие                               | Режисура           | Сценарий                                                                            | Първо излъчване в САЩ | Гледаемост в САЩ (милиони) |
| ---------- | -------------------------------------- | ------------------ | ----------------------------------------------------------------------------------- | --------------------- | -------------------------- |
| 195 (9–01) | The One Where No One Proposes          | Кевин С. Брайт     | Шери Билсинг-Греъм Елън Плъмър                                                      | 26 септември 2002 г.  | 34.01                      |
| 196 (9–02) | The One Where Emma Cries               | Шелдън Епс         | Дейна Клейн Боркоу                                                                  | 3 октомври 2002 г.    | 28.93                      |
| 197 (9–03) | The One with the Pediatrician          | Роджър Кристиансен | Брайън Бъкнър Себастиан Джоунс                                                      | 10 октомври 2002 г.   | 26.62                      |
| 198 (9–04) | The One with the Sharks                | Бен Уайс           | Андрю Райх Тед Коен                                                                 | 17 октомври 2002 г.   | 25.81                      |
| 199 (9–05) | The One with Phoebe's Birthday Dinner  | Дейвид Шуимър      | Скот Силвъри                                                                        | 31 октомври 2002 г.   | 24.46                      |
| 200 (9–06) | The One with the Male Nanny            | Кевин С. Брайт     | Дейвид Крейн Марта Кауфман                                                          | 7 ноември 2002 г.     | 27.51                      |
| 201 (9–07) | The One with Ross's Inappropriate Song | Гари Халвърсън     | Робърт Карлок                                                                       | 14 ноември 2002 г.    | 25.35                      |
| 202 (9–08) | The One with Rachel's Other Sister     | Кевин С. Брайт     | Шейна Голдбърг-Мийхан                                                               | 21 ноември 2002 г.    | 26.76                      |
| 203 (9–09) | The One with Rachel's Phone Number     | Бен Уайс           | Марк Курнет                                                                         | 5 декември 2002 г.    | 25.42                      |
| 204 (9–10) | The One with Christmas in Tulsa        | Кевин С. Брайт     | Доти Ейбрамс                                                                        | 12 декември 2002 г.   | 22.28                      |
| 205 (9–11) | The One Where Rachel Goes Back to Work | Гари Халвърсън     | История: Джъд Рубин Телеигра: Питър Тибалс                                          | 9 януари 2003 г.      | 23.67                      |
| 206 (9–12) | The One with Phoebe's Rats             | Бен Уайс           | История: Дейна Клейн Боркоу Телеигра: Браян Бръкнър и Себастиан Джоунс              | 16 януари 2003 г.     | 23.66                      |
| 207 (9–13) | The One Where Monica Sings             | Гари Халвърсън     | История: Шери Билсинг-Греъм и Елън Плъмър Телеигра: Стивън Розънхаус                | 30 януари 2003 г.     | 25.82                      |
| 208 (9–14) | The One with the Blind Dates           | Гари Халвърсън     | Шери Билсинг-Греъм Елън Плъмър                                                      | 6 февруари 2003 г.    | 23.37                      |
| 209 (9–15) | The One with the Mugging               | Гари Халвърсън     | Питър Тибалс                                                                        | 13 февруари 2003 г.   | 20.85                      |
| 210 (9–16) | The One with the Boob Job              | Гари Халвърсън     | Марк Кунерт                                                                         | 20 февруари 2003 г.   | 19.52                      |
| 211 (9–17) | The One with the Memorial Service      | Гари Халвърсън     | История: Робърт Карлок Телеигра: Браян Бъкнър и Себастиан Джоунс                    | 13 март 2003 г.       | 21.00                      |
| 212 (9–18) | The One with the Lottery               | Гари Халвърсън     | История: Браян Бъкнър и Себастиан Джоунс Телеигра: Шери Билсинг-Греъм и Елън Плъмър | 3 април 2003 г.       | 20.79                      |
| 213 (9–19) | The One with Rachel's Dream            | Тери Хюс           | История: Дейн Клейн Боркоу Телеигра: Марк Курнет                                    | 17 април 2003 г.      | 18.24                      |
| 214 (9–20) | The One with the Soap Opera Party      | Шелдън Епс         | История: Шейна Голдбърг-Мийхан Телеигра: Андрю Райх и Тед Коен                      | 24 април 2003 г.      | 20.71                      |
| 215 (9–21) | The One with the Fertility Test        | Гари Халвърсън     | История: Скот Силвъри Телеигра: Робърт Карлок                                       | 1 май 2003 г.         | 19.03                      |
| 216 (9–22) | The One with the Donor                 | Бен Уайс           | Андрю Райх Тед Коен                                                                 | 8 май 2003 г.         | 19.55                      |
| 217 (9–23) | The One in Barbados                    | Кевин С. Брайт     | Шейна Голдбърг-Мийхан Скот Силвъри                                                  | 15 май 2003 г.        | 25.46                      |
| 218 (9–24) | The One in Barbados                    | Кевин С. Брайт     | Марта Кауфман Дейвид Крейн                                                          | 15 май 2003 г.        | 25.46                      |

## Рейтинги в Съединените щати
Деветия сезон е със средно 21,6 милиона зрители и завършва като втория най-гледан сериал в телевизионния сезон през 2002–2003 г.